# 603
| 603                |
| ------------------ |
| Dødsfald - Fødsler |
|                    |

| Gregoriansk kalender | 603 DCIII               |
| Ab urbe condita      | 1356                    |
| Armensk kalender     | 52 ԹՎ ԾԲ                |
| Kinesiske kalender   | 3299 – 3300 壬戌 – 癸亥 |
| Etiopisk kalender    | 595 – 596               |
| Jødisk kalender      | 4363 – 4364             |
| Hindukalendere       |                         |
| - Vikram Samvat      | 658 – 659               |
| - Shaka Samvat       | 525 – 526               |
| - Kali Yuga          | 3704 – 3705             |
| Iransk kalender      | 19 BP – 18 BP           |
| Islamisk kalender    | 20 BH – 19 BH           |

Se også 603 (tal)